# Baumkirchen
Baumkirchen es una localidad del distrito de Innsbruck, en el estado de Tirol, Austria, con una población estimada a principio del año 2018 de 1284 habitantes. 
Se encuentra ubicada en el centro del estado, cerca de la ciudad de Innsbruck —la capital del estado—, del río Eno —un afluente derecho del Danubio— y de la frontera con Alemania, al norte, y con Italia, al sur.